# Muurschildering Reigersbos
De Muurschildering Reigersbos is een muurschildering in Amsterdam-Zuidoost.
Deze mural is gezet door de Utrechtse illustrator en ontwerper Munir de Vries in de voorzomer van 2019, op 29 juni werd het onthuld. De Vries, zelf afkomstig uit de wijk Reigersbos, vond de grijze muren niet passen bij de kleurrijke (samenstelling van de bevolking van de) wijk. De kunstenaar zette eerst de lijnen uit en vulde de vakken later op; er moest een hoogwerker aan te pas komen om de muurschildering te zetten. Op de mural zijn vogels van diverse pluimage te zien, waaronder een blauwe reiger met sneakers aan. De mural is gezet op een blinde muur in een steeg naar het Renooiplein en gaat daar ook de hoek om.
Van Munir de Vries zijn muurschilderingen bekend in Utrecht, maar hij verzorgde ook ontwerpen voor bijlagen van De Volkskrant en het NRC Handelsblad.

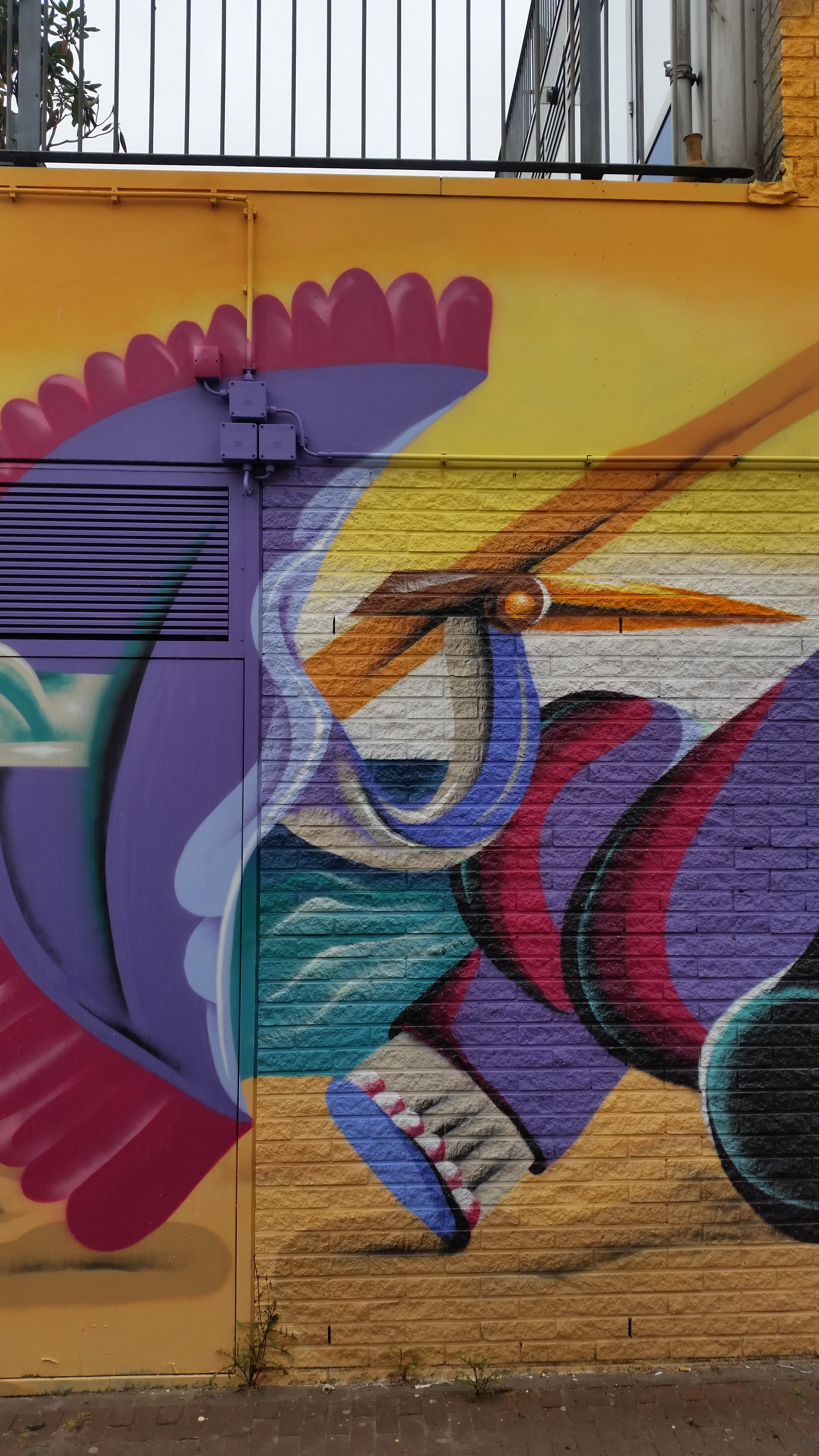
Detail van de muurschildering (juli 2019)